# 赤颈鹤属
赤颈鹤属（学名：Antigone）是鹤科下的一属，共计有4个现存物种。该属中的物种之前被分类在鹤属。

## 分类学
2010年发表的一项分子系统发生学研究表明，鹤属是多系群的。所以，在之后对鹤科重新分类中，澳洲鹤、白枕鹤、赤颈鹤和沙丘鹤被移到了赤颈鹤属。赤颈鹤属这一分类最早由德国鸟类学家路德維希·賴興巴赫于1853年提出。赤颈鹤属的模式種是赤颈鹤。

## 命名
属名最早可以追溯到动物学家卡尔·林奈。1758年，林奈首次描述了赤颈鹤这一物种，但错误地将它归为鹭科，按照双名法命名为“Ardea antigone”。其种名“安提戈涅”来自希腊神话一同名人物。安提戈涅是特洛伊君主拉俄墨冬的女儿。她因擅自与女神赫拉比美，被赫拉变成了一只鹳。然而林奈可能将她与格拉娜弄混了。格拉娜以一样的不敬被女神赫拉变为了鹤。

## 物种
赤颈鹤属下有4个物种：
| 图像 | 学名                | 中文名称 | 分布                                                 |
| ---- | ------------------- | -------- | ---------------------------------------------------- |
|      | Antigone canadensis | 沙丘鹤   | 北美洲和西伯利亚东北部                               |
|      | Antigone vipio      | 白枕鶴   | 蒙古国东北部、中国大陆东北部和俄罗斯东南部的邻近地区 |
|      | Antigone antigone   | 赤颈鹤   | 印度次大陸、东南亚和澳大利亚                         |
|      | Antigone rubicunda  | 澳洲鶴   | 澳大利亚东南部和新几内亚                             |